# 아수라장: 범털들의 전쟁
《아수라장: 범털들의 전쟁》은 2023년에 개봉한 대한민국의 영화이다.

## 캐스팅
- 정영주 : 황석미 역
- 안미나 : 한소희 역
- 배진아 : 신은정 역
- 조지승 : 하지은 역
- 윤예희 : 장영자 역
- 최민정 : 진은희 역
- 한가은 : 우매희 역
- 김형범
- 권해성